# Franz Strickner

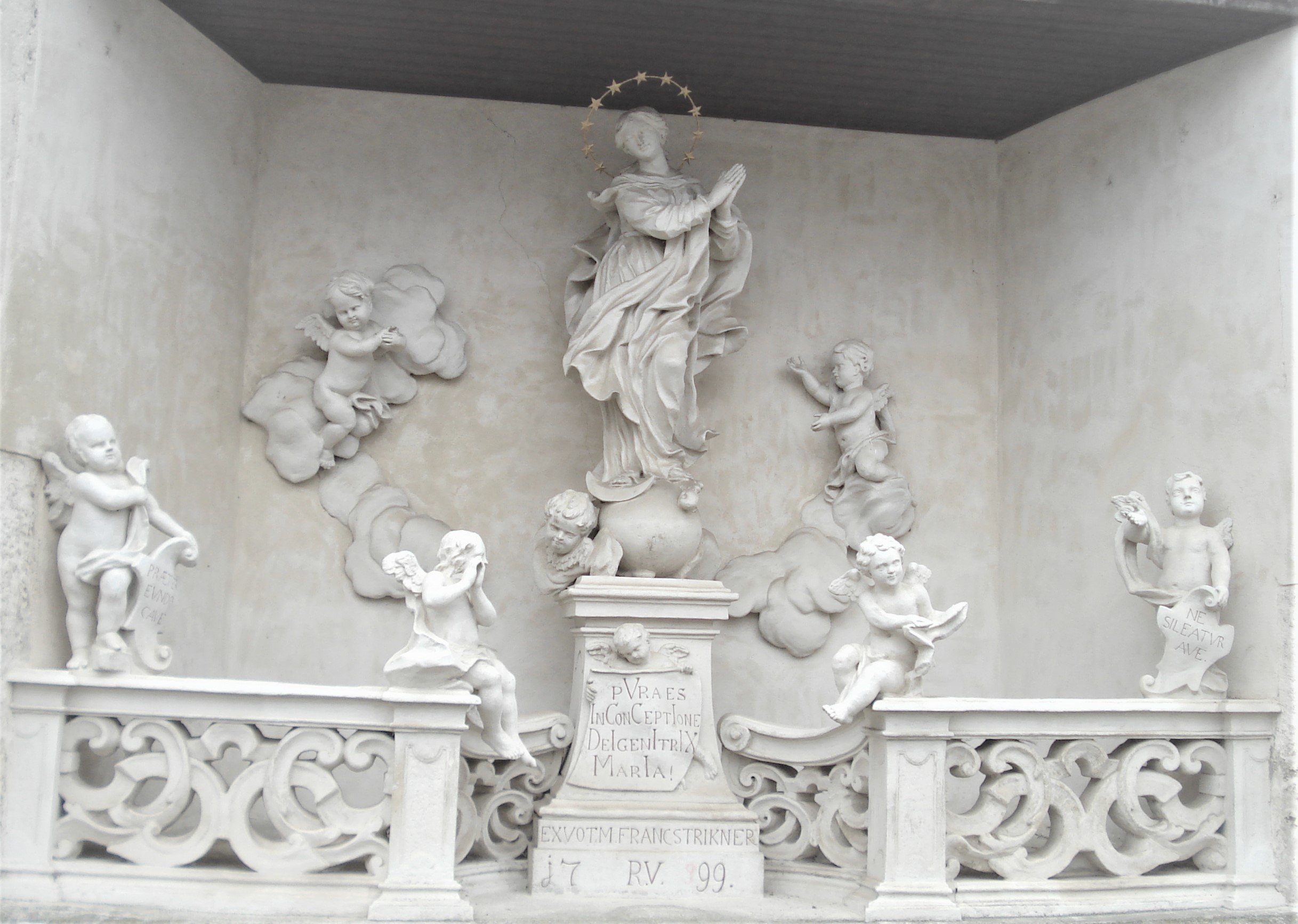
Gelübde von Franz Strickner (Inschrift im Sockel). Stephanuskirche (Eggenburg) Maria Immaculata, 1. Hälfte 18. Jh.

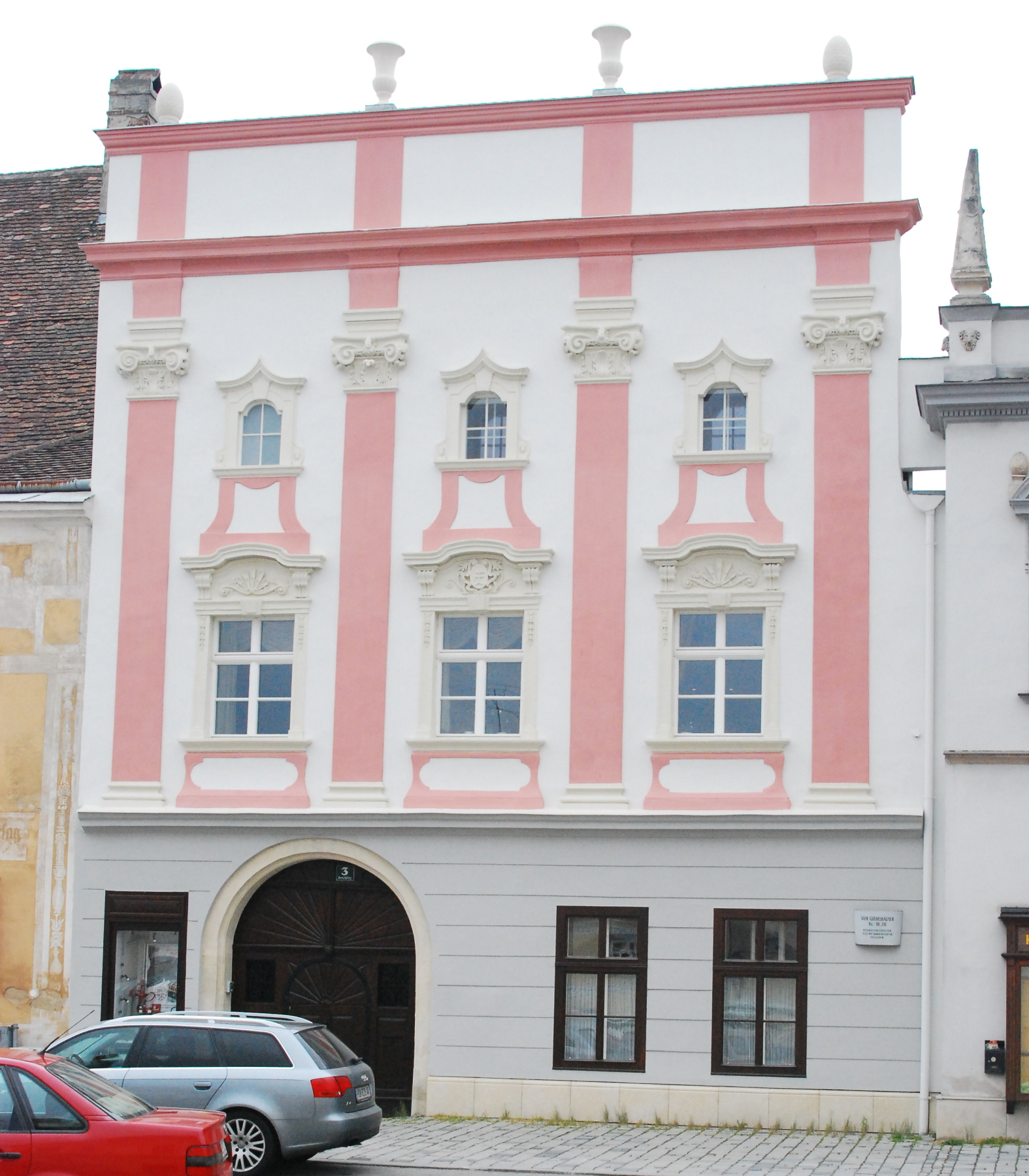
Das Stricknerische Haus, Eggenburg Hauptplatz 3

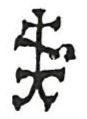
Zeichen Franz Strickner

Franz Strickner (Mathias Franz, * 2. Oktober 1699 in Eggenburg, Niederösterreich; † 23. Dezember 1738 ebendort) war ein österreichischer Steinmetzmeister und Bildhauer.

## Familie
Der Steinmetz Paul Strickner war 1658 von Innsbruck in Eggenburg zugewandert. Er heiratete 1668 Rosina Peckh, Sohn Mathias Strickner wurde 1671 geboren. Sein Lehrmeister im Steinmetzhandwerk der Eggenburger Bruderschaft war der Vater.
Mathias heiratete 1698 Maria Rosina Steinböckin, Tochter des Steinmetzmeisters Wolfgang Steinböck. 
- Am 2. Oktober 1699 wurde Sohn Franz geboren. Er lernte das Steinmetzhandwerk beim Vater Mathias Strickner, die Freisprechung erfolgte 1718.
- 1717 erhielt Franz noch einen jüngeren Bruder Johann Michael Strickner. Auch er lernte das Steinmetzhandwerk in Eggenburg.

### Heirat 1721

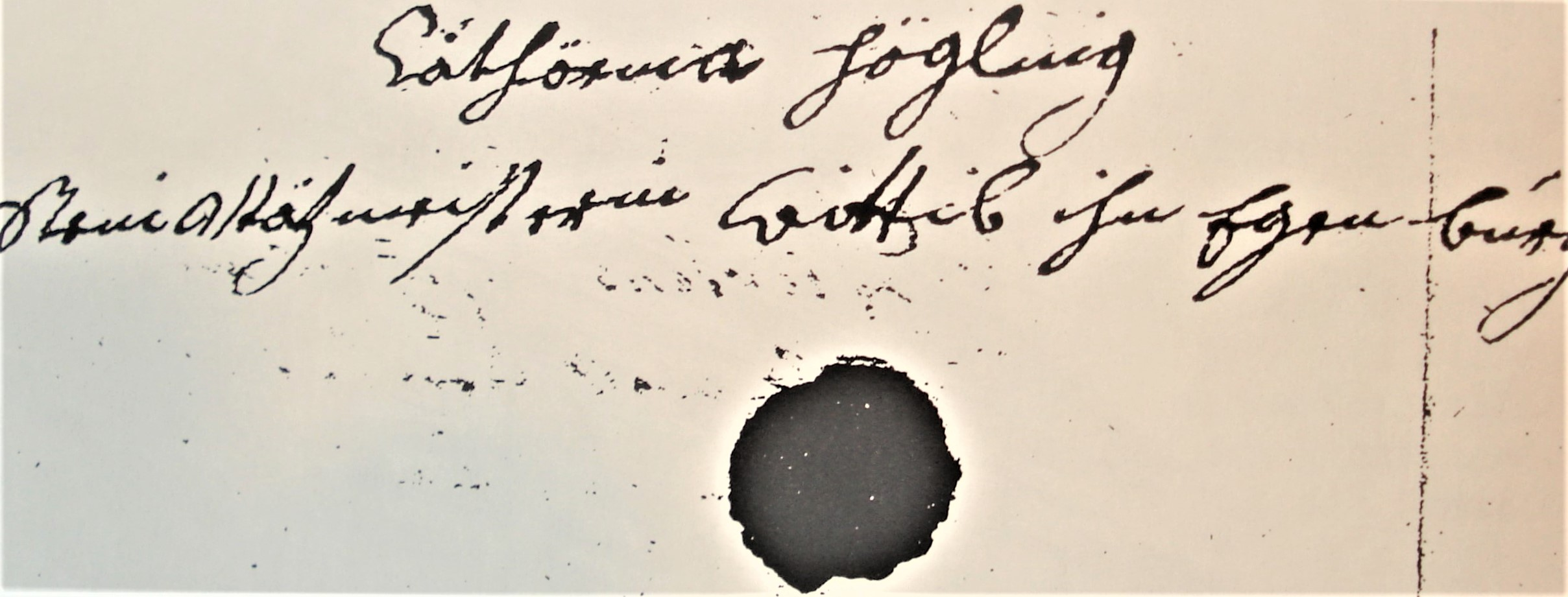
Die Meisterin unterschrieb 1720 – Steinmetzmeisterin Catharina Höglin

Nach dem Tod von Steinmetzmeister Johann Gallus Hügel am 14. September 1719 führte die Witwe Catharina den Auftrag im Stift Herzogenburg weiter. 1720 unterschrieb sie als Steinmetzmeisterin Catharina Höglin. Die Meisterin hatte sich im Gewerbe wieder verheiraten. Sie ehelichte Franz Strickner am 28. Januar 1721. Catharina war 34, Franz 22 Jahre alt.

### Tod des Vaters Mathias Strickner 1724
Der alte Meister starb 1724 mit 53 Jahren. Die Mutter Maria Rosalia Stricknerin heiratete Johann Caspar Högl, am 11. Juni 1724. Trauzeuge war Andreas Steinböck, Richter in Eggenburg. Mit 22 Jahren übernahm der junge Högl das Stricknerische Steinmetzunternehmen und auch das Haus Hauptplatz 3.

## Meister im Eggenburger Steinmetzhandwerk
Franz Strickner wurde Lehrmeister des Eggenburger Steinmetzhandwerkes, seine erste Nennung im Freysagbuch war die Freisprechung für Bernhard Goldnogel nach 5-jähriger Lehrzeit. 

„Ist ein Ehrsames Handwerk der Steinmetzen und Maurer beisammen gewest, ist dem Meister Franz Strickner zu Eggenburg sein Jung namens Bernhard Goldnogel vom Jungenstand zum Gesellen Standt frei gesprochen worden und hat die Gebühr völlig bezahlt 5 fl.“

Weitere Nennungen (Auswahl): Georg Gruber 1726, Caspar Eder und Andreas Högl 1731, Johann Wüdter 1736. 

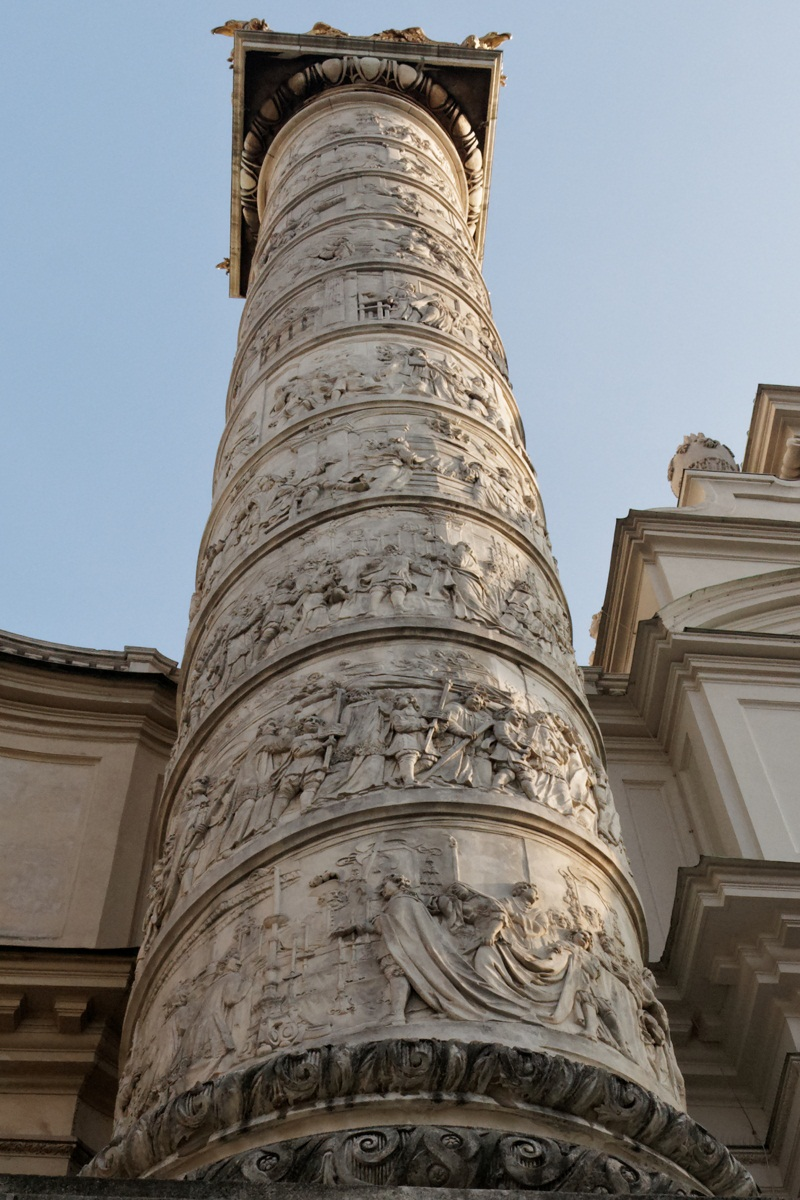
Karlskirche Triumphsäule, Reliefs von Johann Baptist Mader, Johann Baptist Straub und Jakob Christoph Schletterer

## Wiener Karlskirche

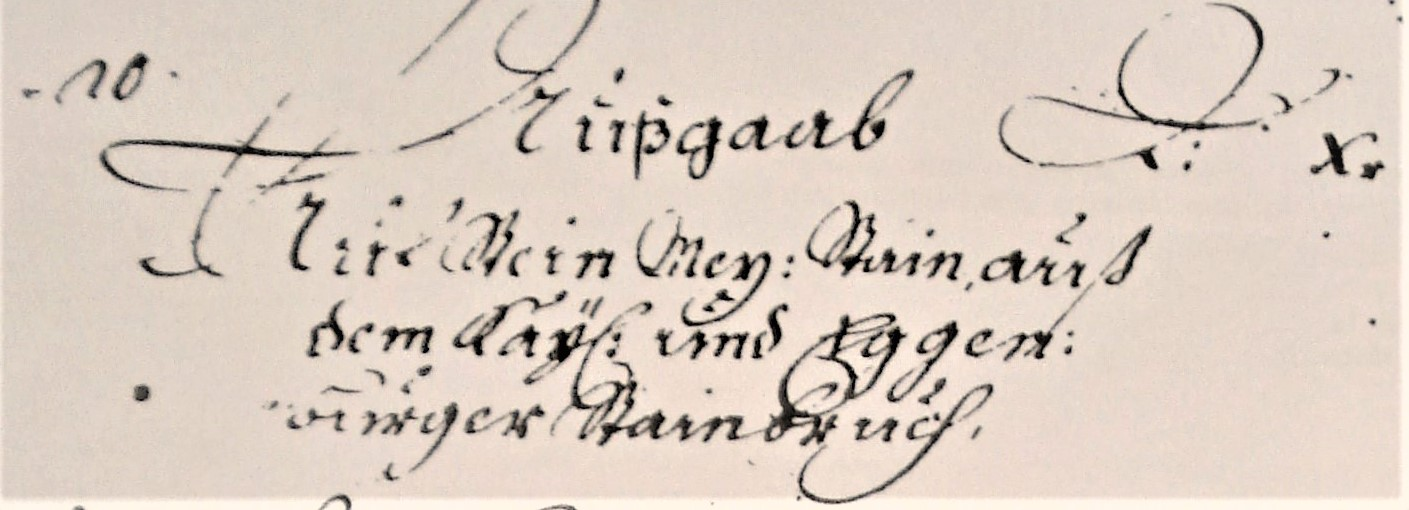
Karlskirche Baujournal 1716, Ausgaben für Steinmetz-Steine aus dem Kayserl. und dem Eggenburger Steinbruch

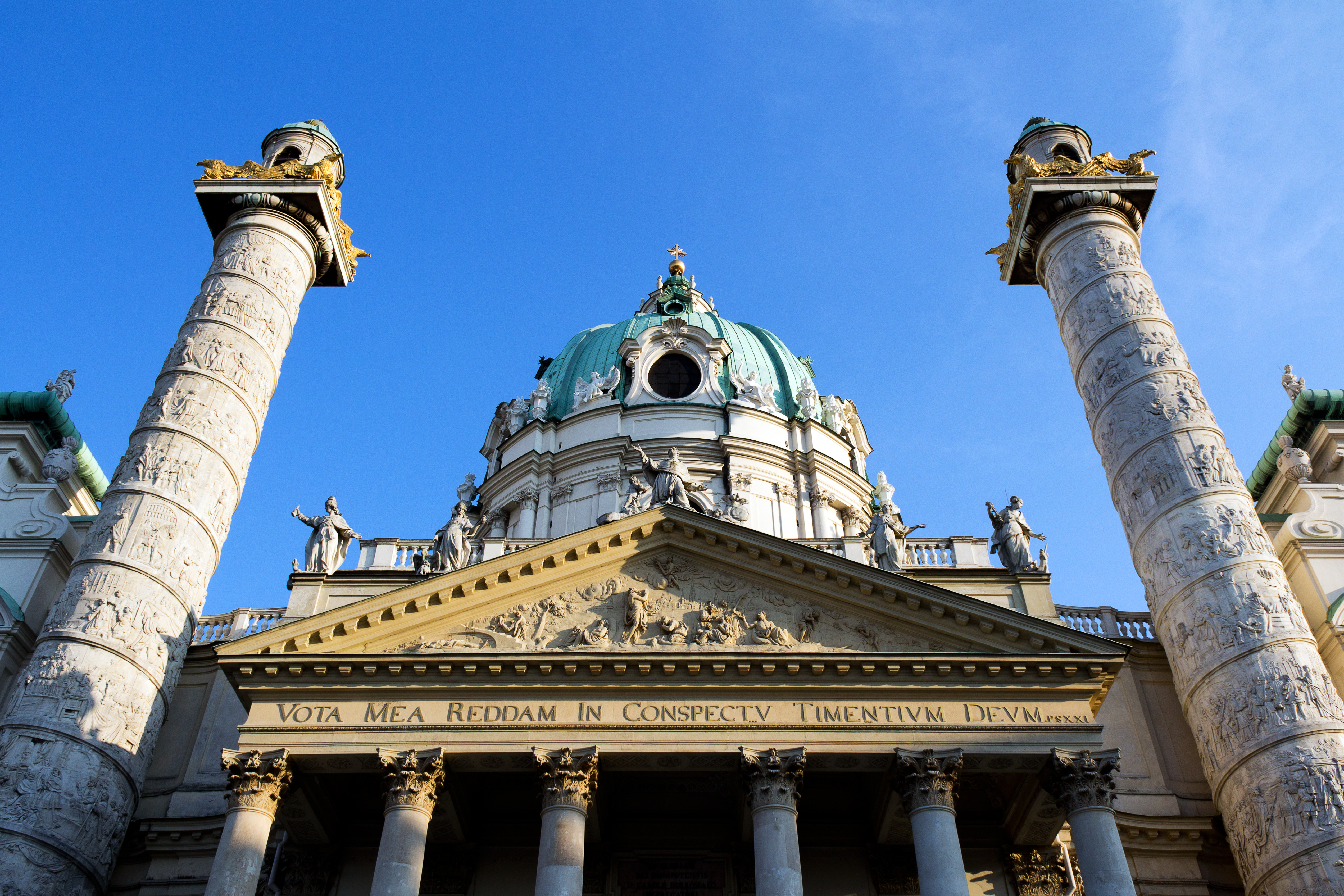
Karlskirche Architekturplastiken Eggenburger Stein

Beim Bau der Kaiserlichen Kirche umfasste der Auftrag für den Eggenburger Steinbruch sämtliche Architekturplastiken, besonders auch die beiden Triumphsäulen mit ihren Reliefbändern.
Es scheint so, dass im Kaiserlichen Hofbauamt unter Leitung von Gundacker Ludwig Graf Althan bei den Ausgaben für Steinmetz-Steine aus dem Kayserl. und Eggenburger Steinbruch die „familiären Verbindungen des sehr harten mit dem Bildhauerstein“ besonders betont wurden.

### Steinmetzen
- Die Kaisersteinbrucher Meister bildeten eine Arbeitsgemeinschaft, wie es bei Großaufträgen notwendig war. Nach Hareslebens Tod übernahm Hügel die Leitung.
- Johann Georg Haresleben, ein Geselle aus Eggenburger Steinmetzfamilie heiratete mit 25 Jahren 1696 Catharina Ferrethin, 56-jährige Witwe des Hofsteinmetzmeisters und Kaisersteinbrucher Richters Ambrosius Ferrethi. Er starb 1716.
- Elias Hügel, Kaisersteinbrucher Meister, sein Bruder Steinmetzmeister Johann Gallus Hügel lebte und arbeitete in Eggenburg. Einer seiner Söhne war Johann Caspar Högl.
- → Hauptartikel: „Kaiserstein für den kaiserlichen Kirchenbau von Karl VI., die Karl-Borromäus Kirche“ im Artikel Verwendung von Kaiserstein als Baumaterial
- In Eggenburg organisierte Steinmetzmeister Andreas Steinböck  mit Meister Mathias Strickner, den Auftrag für die Karlskirche. Nach dem Tod des Vaters 1724 übernahm der Sohn Meister Franz Strickner die Leitung. Das Hofbauamt beauftragte den kaiserliche Hof-Steinmetzmeister und Dombaumeister zu St. Stephan Matthias Winkler. Er hatte das Handwerk in Eggenburg erlernt und am 21. September 1701 von Dombaumeister Veith Steinböck zum Gesellen und Bruder freigesprochen worden.

## Tod
Meister Franz Strickner starb am 23. Dezember 1738 in Eggenburg im 39. Lebensjahr. Somit konnte er den Großauftrag Karlskirche abschließen. Er hatte keinen Sohn, der das Steinmetzhandwerk erlernte.